# Fleckenkehl-Schattenkolibri
Der Fleckenkehl-Schattenkolibri (Phaethornis anthophilus), manchmal auch Fahlbaucheremit genannt, ist eine Vogelart aus der Familie der Kolibris (Trochilidae). Die Art hat ein großes Verbreitungsgebiet, das die Länder Panama, Kolumbien und Venezuela umfasst. Der Bestand wird von der IUCN als „nicht gefährdet“ (Least Concern) eingestuft.

## Merkmale

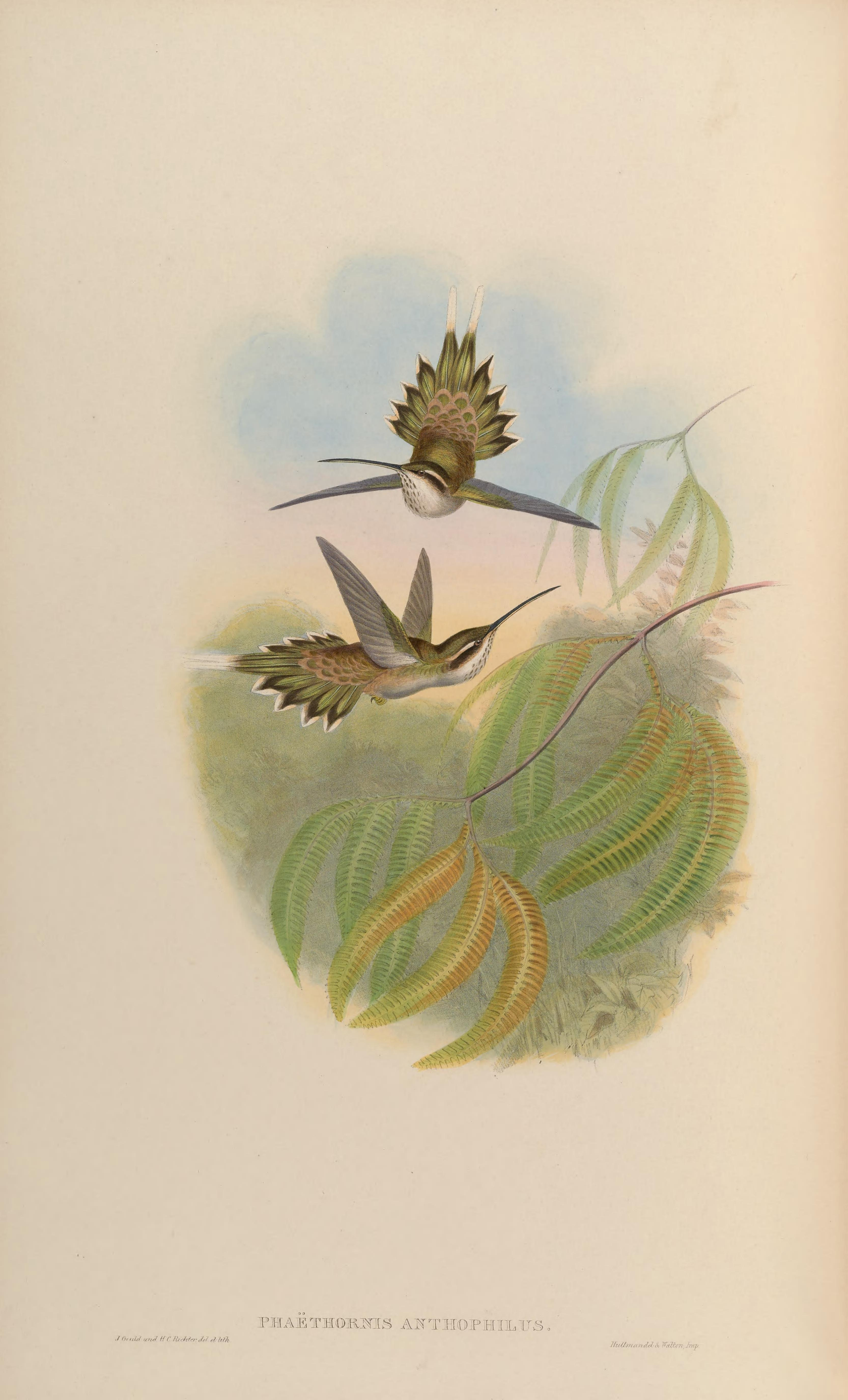
Fleckenkehl-Schattenkolibri (Lithografie von Henry Constantine Richter nach einer Zeichnung von John Gould, 1854)

Der Fleckenkehl-Schattenkolibri erreicht bei einem Körpergewicht von lediglich ca. 4,6 g eine Körperlänge von etwa 12,2 cm, wobei der leicht gebogene Schnabel 3,6 cm lang ist. Der orangerote Unterschnabel hat schwarze Flecken. Die Oberseite ist bräunlich mit einer grünen Tönung und wird von einem verschwommenen dunklen Bürzel abgegrenzt. In der markanten schwarzen Gesichtsmaske sind matte gelblichbraune Hinteraugen- und Wangenstriche eingebettet. Die helle Kehle ist dunkel gefleckt oder gestreift, in ihrer Mitte fehlt der Strich, der bei vielen Phaetornis-Arten üblich ist. Der Rest der Unterseite ist hellgräulich und geht am Bauch in ein gelblichbraunes Weiß über. Der mattgrüne Schwanz hat eine dunklere subterminale Binde mit weißen Flecken. Die zwei längeren zentralen Steuerfedern sind ebenfalls weiß gefleckt.

## Verhalten
Man findet Fleckenkehl-Schattenkolibris im Wald, wobei sie sich relativ weit unten in den Straten bewegen. Sehr oft fliegen sie zur Nektaraufnahme die Blüten von Helikonien und auch anderen Gattungen als sogenannte Trapliner (regelmäßiges Besuchen derselben Blüten) an. In Venezuela findet man sie in trockenen bis feuchten Wäldern, Plantagen, Mangroven und Galeriewäldern in den Llanos. Kein anderer Schattenkolibri kommt in Venezuela in solch einem trockenen Lebensraum vor. In Panama scheinen Fleckenkehl-Schattenkolibris ihr Futter eher in offenen Lichtungen und an Waldrändern zu suchen, was sie etwas vom Verhalten anderer Schattenkolibri-Arten in Panama unterscheidet. Die Unterart P. a. hyalinus bewegt sich gerne im Unterholz und den angrenzenden Gebüschen von Waldlichtungen.

## Fortpflanzung
Melbourne Armstrong Carriker beobachtete in einem Juni nahe Petrólea im Departamento de Norte de Santander in Kolumbien drei weibliche Fleckenkehl-Schattenkolibris in Brutstimmung. Nester wurden in Kolumbien im Dezember, in Venezuela von Oktober bis Februar und im April entdeckt. Brutstimmung wurde außerdem in Venezuela im April und Juni und in Kolumbien von Oktober bis März registriert. Das Nest ist eine kegelförmige Schale, das an der Unterseite eines herabhängenden Blattes befestigt wird. Das Gelege besteht aus zwei Eiern.

## Verbreitungsgebiet
Das Verbreitungsgebiet der Fleckenkehl-Schattenkolibris erstreckt sich in Venezuela in Höhenlagen bis 1200 Metern. Hier sind sie nahe der Maracaibo-Bucht über den Fuß der nördlichen Anden bis in den venezolanischen Bundesstaat Trujillo verbreitet. Des Weiteren kommen sie vom östlichen Teil Falcóns über die nördlichen Kordilleren von Yaracuy und Carabobo bis in den Osten Monagas vor. Auch am Fuße der Anden von Apure, Barinas und Portuguesa sind sie anzutreffen. Einige wenige Berichte gibt es aus dem Süden von Cojedes und Guárico. In Kolumbien kommen sie in Höhen bis 900 Metern vor. Eine Beobachtung gab es aus Santandercito, wo die Art sogar bis 1500 Meter beobachtet wurde. In den karibischen Gebieten kommen Fleckenkehl-Schattenkolibris vom Río Sinú und östlich über das Gebiet der Sierra Nevada de Santa Marta und den westlichen Teil des Departamento de La Guajira bis an die nördlichen Teile des Tals des Río Magdalena im Südwesten des Departamento del Huila vor. Außerdem findet man sie im Osten der Anden des Departamento de Norte de Santander. Die Nominatform ist in Panama nur in Zentral-Panama verbreitet.

## Unterarten
Es sind zwei Unterarten bekannt:

Verbreitungsgebiet (grün) des Fleckenkehl-Schattenkolibris

- Phaethornis anthophilus hyalinus Bangs, 1901[9] – Die Unterart kommt auf den Perleninseln vor. Sie unterscheidet sich in der flaschengrünen Färbung der Oberseite, die bronzegrüne Tönung fehlt.[9]
- Phaethornis anthophilus anthophilus (Bourcier, 1843)[10] – Die Nominatform ist von Zentral-Panama über den Norden Kolumbiens und den Norden Venezuelas verbreitet.

## Etymologie und Forschungsgeschichte
Jules Bourcier beschrieb den Fleckenkehl-Schattenkolibri unter dem Namen Trochilus anthophilus. Das Typusexemplar stammte aus dem Tal Río Magdalena im damaligen Vizekönigreich Neugranada. Im Jahr 1827 führte William Swainson den neuen Gattungsnamen Phaethornis für den Langschwanz-Schattenkolibri (Phaethornis superciliosus, Syn.: Trochilus superciliosus) ein. Erst später wurde der Fleckenkehl-Schattenkolibri in diese Gattung eingeordnet.
Der Begriff Phaethornis leitet sich aus den griechischen Wörtern φαέθων phaéthōn für „leuchtend, strahlend“ und ὄρνις órnis für „Vogel“ ab. Das Artepitheton anthophilus ist ein griechisches Wortgebilde, das sich aus ἄνθος ánthos für „Blume, Blüte“ und φίλος, φιλέω phílos, philéō für „liebend, lieben“ zusammensetzt. Hyalinus ist das lateinische Wort für „glasig grün“ und leitet sich vom griechischen ὕαλος hýalos für „Glas“ ab.